# زمین‌لرزه ۱۵ ژانویه ۱۹۶۰ پرو
زمین‌لرزه پرو  در تاریخ ۱۵ ژانویه ۱۹۶۰ میلادی، برابر با ‎۲۴ دی ۱۳۳۸، ساعت ۹:۳۰:۱۶ به زمان یوتی‌سی در پرو رخ داد. ژرفای این زلزله ۳۵ کیلومتر بود. بزرگی آن ۶٫۹ در مقیاس mB اعلام شده‌است. زمین‌لرزه به وقت محلی در روز جمعه، ساعت ۴ روی داده و منطقه زمانی آن یوتی‌سی -۵ بوده‌است .
سازمان زمین‌شناسی آمریکا نیز جای این زمین‌لرزه را در مختصات ۱۵°جنوبی ۷۵°غربی / ۱۵°جنوبی ۷۵°غربی و بزرگی آنرا برابر با ۷ در مقیاس ریشتر اعلام کرده‌است. ژرفای گزارش شده از سوی این سازمان ۱۵۰ کیلومتر می‌باشد.
شمار کشتگان زلزله حدود ۶۳ نفر بوده‌است.